# Naoko Fukazu
Naoko Fukazu (jap. 深津尚子 Fukazu Naoko; ur. 1944) – japońska tenisistka stołowa, dwukrotna mistrzyni świata.
Jest siedmiokrotną medalistką mistrzostw świata. Na mistrzostwach świata w Lublanie w 1965 roku zdobyła złoty medal w grze pojedynczej, srebrny drużynowo i brązowy w grze mieszanej, natomiast dwa lata później w Sztokholmie triumfowała drużynowo i trzykrotnie została wicemistrzynią świata (w singlu, deblu i mikście). Jest czterokrotną mistrzynią Igrzysk Azjatyckich 1966 (indywidualnie, drużynowo, w grze mieszanej i podwójnej) oraz trzykrotną mistrzynią Azji (drużynowo i w grze podwójnej i mieszanej zdobywała złoto w Seulu w 1964).